# In Dream
In Dream – piąty album studyjny brytyjskiej grupy rockowej i alternatywnej Editors, który ukazał się 2 października 2015 nakładem PIAS.

## Lista utworów
1. No Harm 5:07
2. Ocean of Night 5:05
3. Forgiveness 3:45
4. Salvation 5:03
5. Life Is a Fear 4:24
6. The Law 4:52
7. Our Love 5:18
8. All the Kings 4:54
9. At All Costs 4:55
10. Marching Orders 7:46